# Iván Mesías
Iván Mesías Lehu (Yumbel, 3 de abril de 1935-19 de diciembre de 2022) fue un comerciante y político radical chileno. Fue diputado por el distrito N.° 42 entre 1998 y 2002.

## Biografía
Nació en Yumbel, el 3 de abril de 1935; hijo de Luis Mesías y Lucrecia Lehu. Se casó con Juana Sánchez Farías, y tuvieron tres hijos.
Realizó sus estudios en la Escuela Pública de Yumbel y en el Liceo de Quintero.

### Trayectoria laboral
En el ámbito laboral, de 1953 a 1960 se dedicó al comercio en Quintero; más tarde se desempeñó como vendedor de arroz La Perla que, posteriormente, pasó a llamarse Arrocera Cristales, en Santiago, donde ocupó la gerencia y fue un socio principal. En 1969 integró la Sociedad Anónima PUMAC, dedicada a la distribución, importación y exportación, en especial agropecuario y alimenticio, como gerente general y desde 1974, presidente. De 1974 a 1983, fue gerente general de SODICI. Y desde 1983, gerente general de FACIL, en Santiago. Más adelante, desde 1990, se dedicó al rubro inmobiliario.

## Trayectoria política
Inició sus actividades políticas al incorporarse al Partido Radical (PR) en 1953, estableciéndose como el fundador de la Juventud Radical (JR) en Quintero. Permaneció en este partido hasta 1973; se reincorporó en 1989. Desde esa fecha, ocupó el cargo de dirigente nacional hasta 1990; más adelante, pasó a formar parte del Partido Radical Socialdemócrata (PRSD), donde fue vicepresidente nacional.
En diciembre de 1993 fue candidato a diputado, por el Distrito N.°31, correspondiente a las comunas de Talagante, Peñaflor, El Monte, Isla de Maipo, Melipilla, María Pinto, Curacaví, Alhué y San Pedro de la Región Metropolitana, para el período 1994-1998; pero no fue elegido.
En diciembre de 1997 fue elegido diputado, por el Distrito N.° 42, correspondiente a las comunas de Bulnes, Cabrero, Cobquecura, Coelemu, Ninhue, Ñiquén, Portezuelo, Quillón, Quirihue, Ránquil, San Carlos, San Fabián, San Nicolás, Treguaco y Yumbel, Octava Región, período de 1998 a 2002; integró la Comisión Permanente de Economía, Fomento y Reconstrucción y la de Derechos Humanos, Nacionalidad y Ciudadanía. Fue elegido Segundo Vicepresidente de la Cámara de diputados, cumpliendo desde el 8 de octubre de 1998 al 13 de abril de 1999.
En diciembre de 2001, fue nuevamente candidato a diputado, pero por el Distrito N.° 11, Los Andes, San Esteban, Calle Larga, Rinconada, San Felipe, Putaendo, Santa María, Panquehue, Llay-Llay y Catemu, para el período 2002-2006; pero no fue elegido.

## Historia electoral

### Elecciones parlamentarias de 1993
- Elecciones parlamentarias de 1993 a Diputado por el Distrito 31 (Alhué, Curacaví, El Monte, Isla de Maipo, María Pinto, Melipilla, Peñaflor, San Pedro y Talagante) , Región Metropolitana de Santiago[2]

| Candidato                  | Pacto                                | Partido | Votos  | %     | Resultado |
| -------------------------- | ------------------------------------ | ------- | ------ | ----- | --------- |
| Alfonso Gutiérrez Yáñez    | Alternativa Democrática de Izquierda | PCCh    | 3899   | 2,60  |           |
| Matías Núñez Malhue        | Alternativa Democrática de Izquierda | ILA     | 8381   | 5,59  |           |
| Alfredo Vicuña Correa      | Unión por el Progreso de Chile       | RN      | 9488   | 6,33  |           |
| Juan Antonio Coloma Correa | Unión por el Progreso de Chile       | UDI     | 49 076 | 32,73 | Diputado  |
| Josefina Queiruga Pizarro  | La Nueva Izquierda                   | AHV     | 1593   | 1,06  |           |
| Iván Mesías Lehu           | Concertación por la Democracia       | PR      | 28 640 | 19,10 |           |
| Vicente Sota Barros        | Concertación por la Democracia       | PPD     | 48 858 | 32,59 | Diputado  |

### Elecciones parlamentarias de 1997
- Elecciones Parlamentarias de 1997 a Diputados por el distrito 42 (San Carlos, Ñiquén, San Fabián, Bulnes, Quillón, Ránquil, Portezuelo, Coelemu, Treguaco, Cobquecura, Quirihue, Ninhue, San Nicolás, Cabrero y Yumbel)[3]

| Candidato                  | Pacto                          | Partido | Votos  | %     | Resultado |
| -------------------------- | ------------------------------ | ------- | ------ | ----- | --------- |
| Iván Mesías Lehu           | Concertación por la Democracia | PRSD    | 38 532 | 37,94 | Diputado  |
| Felipe Letelier Norambuena | Concertación por la Democracia | PPD     | 26 342 | 25,94 | Diputado  |
| Javier Ávila Parada        | Unión por Chile                | RN      | 15 572 | 15,33 |           |
| Jovino Parada Quintana     | Chile 2000                     | UCCP    | 5453   | 5,37  |           |
| Patricio Lynch Gaete       | Unión por Chile                | UDI     | 5404   | 5,32  |           |
| Carlos Cortes Fuentes      | Chile 2000                     | ILE     | 4706   | 4,63  |           |
| Esteban Sanhueza Debelli   | La Izquierda                   | PC      | 3281   | 3,23  |           |
| Paula Lazo Riveros         | Humanista                      | PH      | 2266   | 2,23  |           |

### Elecciones parlamentarias de 2001
- Elecciones parlamentarias de 2001 a diputado por el distrito 11 (Calle Larga, Catemu, Llay-Llay, Los Andes, Panquehue, Putaendo, Rinconada, San Esteban, San Felipe y Santa María)[4]

| Candidato                     | Pacto                          | Partido | Votos  | %     | Resultado |
| ----------------------------- | ------------------------------ | ------- | ------ | ----- | --------- |
| Patricio Cornejo Vidaurrazaga | Concertación por la Democracia | DC      | 26 798 | 27,84 | Diputado  |
| Marcelo Forni Lobos           | Alianza por Chile              | UDI     | 22 395 | 23,27 | Diputado  |
| Boris Luksic Nieto            | Alianza por Chile              | ILC     | 21 056 | 21,88 |           |
| Iván Mesías Lehu              | Concertación por la Democracia | PRSD    | 19 028 | 19,77 |           |
| Alejandro Aguilar Gajardo     | Partido Comunista              | PC      | 4983   | 5,18  |           |
| Marcela Campolo Fernández     | Partido Humanista              | PH      | 1994   | 2,07  |           |